# Sant Cebrià de Sant Aniol de Finestres
Sant Cebrià és una ermita romànica en un turó, des d'on es domina quasi tota la vall de Llémena, prop del nucli de Sant Esteve de Llémena (la Garrotxa) al terme municipal de Sant Aniol de Finestres.
L'ermita és propera, i a pràcticament la mateixa cota, que la de Mare de Déu de Bell-lloc, ambdues sufragànies de la parròquia de Sant Esteve de Llémena. El temple és una construcció de carreus poc tallats, d'una sola nau i absis semicircular al costat de llevant amb una petita finestra espitllerada a la part central. La porta d'ingrés és al costat de ponent i damunt ella s'aixeca el campanar d'espadanya, de doble obertura. Les notícies històriques sobre aquesta església són molt escasses. Francesc Montsalvatge i Fosas esmenta en el seu Nomenclátor Histórico, com també ho fa en Joaquim Botet i Sisó a la seva geografia de la Província de Girona, que a la capella s'hi feia culte només dos o tres cops l'any.
Actualment té l'absis pintat d'ocells.